# 향남 나들목
향남 나들목(Hyangnam IC)은 경기도 화성시 정남면 귀래리에 설치된 평택파주고속도로의 5번 교차로이다. 나들목 진출입로 및 요금소는 향남읍 수직리와 접하고 있다. 다만 램프 부분은 향남읍이 아니라 정남면에 있으며, 국가지원지방도 제82호선을 통해 향남읍내로 진출할 수 있다.

## 연혁
- 2007년 10월 11일 : 나들목 신설을 위해 화성시 도시계획시설 교통광장에 향남면 수직리, 정남면 귀래리 일원을 향남 나들목으로 고시[2]
- 2009년 10월 29일 : 평택화성고속도로 개통과 함께 영업개시[3]

## 구조물 정보
- 위치: 경기도 화성시 정남면 귀래리
- 영업소: 경기도 화성시 향남읍 발안로 825

## 접속하는 도로
- 국가지원지방도 제82호선 (발안로)
- 간접 연결 : 지방도 제315호선 (미개통)

## 교통량 정보
| 요금소        | 통행량 (대/일) | 통행량 (대/일) | 통행량 (대/일) | 통행량 (대/일) | 통행량 (대/일) | 통행량 (대/일) | 통행량 (대/일) | 통행량 (대/일) | 통행량 (대/일) | 통행량 (대/일) | 각주  |
| 요금소        | 2009년         | 2010년         | 2011년         | 2012년         | 2013년         | 2014년         | 2015년         | 2016년         | 2017년         | 2018년         | 각주  |
| ------------- | -------------- | -------------- | -------------- | -------------- | -------------- | -------------- | -------------- | -------------- | -------------- | -------------- | ----- |
| 향남 (폐쇄식) | 4,460          | 6,895          | 8,581          | 9,223          | 11,009         | 11,775         | 1,814          | 1,210          | 2,087          | 2,221          | [ 4 ] |
| 요금소        | 2019년         |                |                |                |                |                |                |                |                |                | [ 4 ] |
| 향남 (폐쇄식) | 2,247          |                |                |                |                |                |                |                |                |                | [ 4 ] |

## 사진

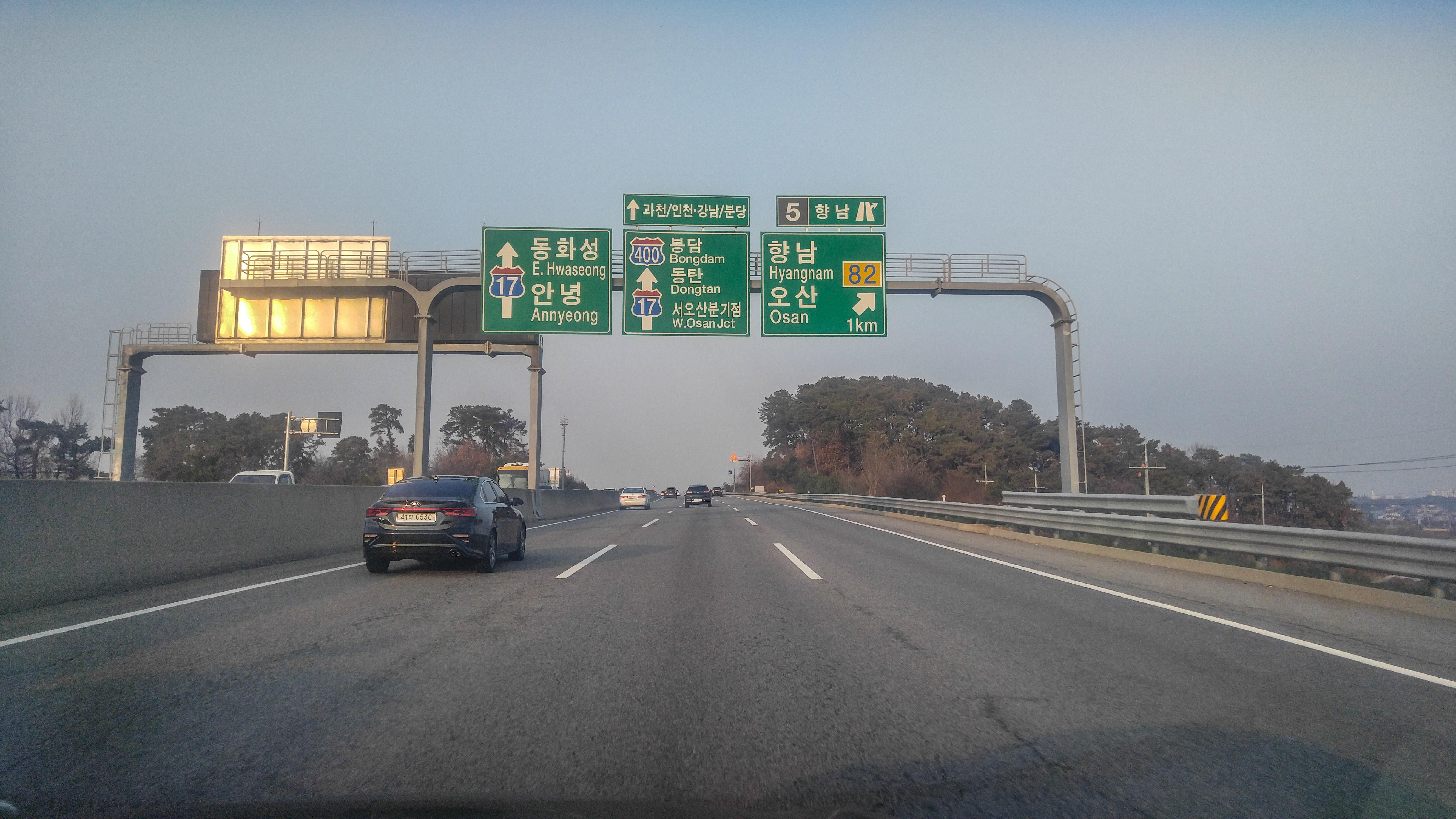
1km 표지판 (파주 방면)
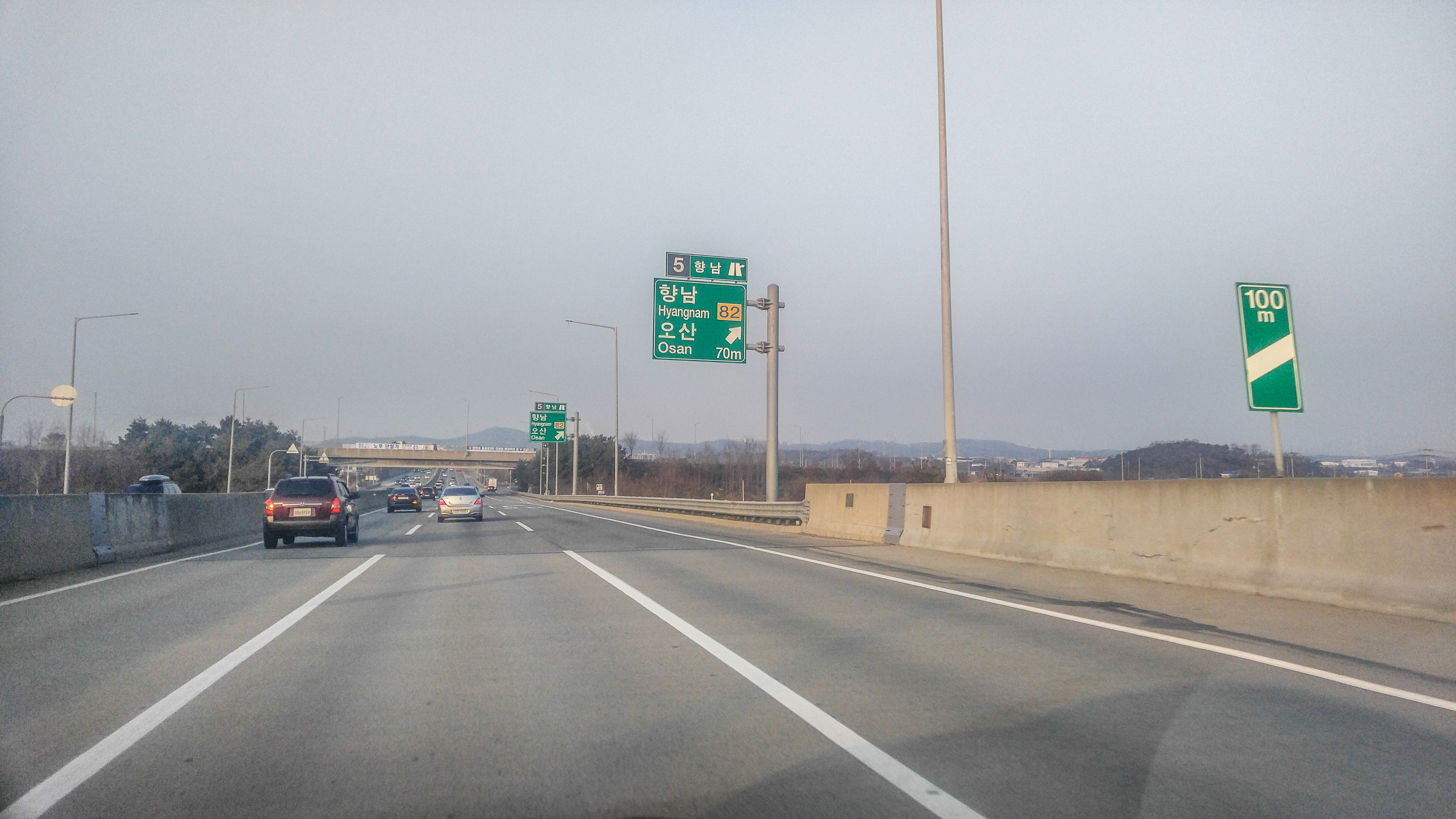
70m 표지판 (파주 방면)